# Copris basipunctatus
Copris basipunctatus là một loài bọ cánh cứng trong họ Bọ hung (Scarabaeidae).